# Décès en mai 2022
Décès
- 2018
- 2019
- 2020
- 2021
- 2022
- 2023
- 2024
- 2025
- 2026

Pour une information complémentaire, voir la page d'aide.

| Date    | Nom                          | Activités                                                                                 | Âge   | Source |
| ------- | ---------------------------- | ----------------------------------------------------------------------------------------- | ----- | ------ |
| 1er mai | Millie Bailey                | Ancienne combattante américaine de la Seconde Guerre mondiale.                            | 104   | (en)   |
| 1er mai | Ilan Gilon                   | Homme politique israélien.                                                                | 65    |        |
| 1er mai | Dominique Lecourt            | Philosophe et éditeur français.                                                           | 78    |        |
| 1er mai | Takuya Miyamoto              | Footballeur japonais.                                                                     | 38    | (ja)   |
| 1er mai | Ivan Osim                    | Entraîneur de football bosnien.                                                           | 80    |        |
| 1er mai | Régine                       | Chanteuse et femme d'affaires française.                                                  | 92    |        |
| 1er mai | Charles Siebert              | Acteur américain.                                                                         | 84    | (en)   |
| 1er mai | Michel Vinaver               | Dramaturge et écrivain français.                                                          | 95    |        |
| 2 mai   | Ursula Braun-Moser           | Femme politique allemande.                                                                | 84    | (de)   |
| 2 mai   | Gianfranco De Bosio          | Réalisateur italien.                                                                      | 97    | (it)   |
| 2 mai   | Axel Leijonhufvud            | Économiste suédois.                                                                       | 88    | (en)   |
| 2 mai   | Joseph Raz                   | Philosophe israélien.                                                                     | 83    | (en)   |
| 3 mai   | Véronique Barrault           | Actrice française.                                                                        | 64    |        |
| 3 mai   | Javier Barrero               | Homme politique espagnol.                                                                 | 72    | (es)   |
| 3 mai   | Tony Brooks                  | Pilote automobile britannique.                                                            | 90    |        |
| 3 mai   | Lino Capolicchio             | Cinéaste italien.                                                                         | 78    | (it)   |
| 3 mai   | Stanislaw Chouchkievitch     | Scientifique et homme politique biélorusse.                                               | 87    |        |
| 3 mai   | Francisco D'Agostino         | Juriste italien.                                                                          | 76    | (it)   |
| 3 mai   | Jean-Philippe Forêt          | Footballeur français.                                                                     | 53    |        |
| 3 mai   | Klaus Hirche                 | Joueur professionnel de hockey sur glace allemand.                                        | 82    | (de)   |
| 3 mai   | Norman Mineta                | Homme politique américain.                                                                | 90    | (en)   |
| 3 mai   | Meda Mládková                | Collectionneuse d'art tchèque.                                                            | 102   |        |
| 3 mai   | Michel Schooyans             | Prêtre catholique belge.                                                                  | 91    |        |
| 4 mai   | Jean-Paul Albinet            | Artiste français.                                                                         | 67    |        |
| 4 mai   | Jan Béghin                   | Homme politique belge flamand.                                                            | 72    | (nl)   |
| 4 mai   | Jean-Michel Destang          | Journaliste et reporter français.                                                         | 76    |        |
| 4 mai   | Anne de Leseleuc             | Actrice, romancière et historienne française.                                             | 94    |        |
| 4 mai   | Józef Leśniak                | Homme politique polonais.                                                                 | 54    | (pl)   |
| 4 mai   | Lalli Partinen               | Joueur professionnel de hockey sur glace finlandais.                                      | 80    | (fi)   |
| 4 mai   | Hélène de Saint-Père         | Actrice française.                                                                        | 58    |        |
| 4 mai   | Géza Varasdi                 | Athlète hongrois, médaillé de bronze aux Jeux olympiques d'été de 1952.                   | 94    | (hu)   |
| 5 mai   | Lamine Conteh                | Footballeur sierra-léonais.                                                               | 45    | (en)   |
| 5 mai   | José Manuel Liaño Flores     | Homme politique espagnol.                                                                 | 100   | (es)   |
| 5 mai   | Ronald Lopatny               | Joueur de water-polo yougoslave, champion aux Jeux olympiques d'été de 1968.              | 77    | (hr)   |
| 5 mai   | Théodore Zué Nguéma          | Footballeur gabonais.                                                                     | 48    |        |
| 5 mai   | Harm Ottenbros               | Coureur cycliste néerlandais.                                                             | 78    |        |
| 5 mai   | Mario Roy                    | Journaliste canadien.                                                                     | 71    |        |
| 5 mai   | José Luis Violeta            | Footballeur espagnol.                                                                     | 81    | (es)   |
| 5 mai   | Kenneth Welsh                | Acteur canadien.                                                                          | 80    | (en)   |
| 5 mai   | Leo Wilden                   | Footballeur allemand.                                                                     | 85    | (de)   |
| 6 mai   | Catherine Colliot-Thélène    | Philosophe française.                                                                     | 72    |        |
| 6 mai   | Gisèle Dufour                | Actrice canadienne.                                                                       | 91    |        |
| 6 mai   | Gabriel Garran               | Acteur, réalisateur et metteur en scène français de théâtre.                              | 93    |        |
| 6 mai   | Alan Gillis                  | Agriculteur et homme politique irlandais.                                                 | 85    | (en)   |
| 6 mai   | Kóstas Gouzgoúnis            | Acteur de films pornographiques et érotiques grec.                                        | 91    | (en)   |
| 6 mai   | Jewell                       | Chanteuse américaine.                                                                     | 53    | (en)   |
| 6 mai   | Patricia A. McKillip         | Écrivaine américaine.                                                                     | 74    | (en)   |
| 6 mai   | George Pérez                 | Dessinateur et scénariste de comics américain.                                            | 67    | (en)   |
| 7 mai   | José Javier Abasolo          | Écrivain espagnol.                                                                        | 65    | (es)   |
| 7 mai   | Antón Arieta                 | Footballeur international espagnol.                                                       | 76    |        |
| 7 mai   | Youri Averbakh               | Grand maître russe du jeu d'échecs.                                                       | 100   |        |
| 7 mai   | Elisa Maria Damião           | Femme politique portugaise.                                                               | 75    | (pt)   |
| 7 mai   | Kang Soo-yeon                | Actrice sud-coréenne.                                                                     | 55    | (en)   |
| 7 mai   | Jack Kehler                  | Acteur américain.                                                                         | 75    | (en)   |
| 7 mai   | Dominique Mortemousque       | Homme politique français.                                                                 | 71    |        |
| 7 mai   | Amadou Soumahoro             | Homme d'État ivoirien.                                                                    | 68    |        |
| 8 mai   | André Arthur                 | Personnalité médiatique et politique canadienne.                                          | 78    |        |
| 8 mai   | Vanessa Arraven              | Romancière française.                                                                     | 38    |        |
| 8 mai   | Paul Bladt                   | Homme politique français.                                                                 | 90    |        |
| 8 mai   | Michel Gervais               | Professeur d'université canadien. 22e recteur de l'université Laval.                      | 77    |        |
| 8 mai   | Robert Gillmor               | Ornithologue, artiste, illustrateur, auteur et éditeur britannique.                       | 85    | (en)   |
| 8 mai   | Maria Gusakova               | Fondeuse soviétique, triple médaillée olympique (1960, 1964).                             | 91    | (en)   |
| 8 mai   | Bengt Johansson              | Joueur puis entraîneur suédois de handball.                                               | 79    |        |
| 8 mai   | Kim Ji-ha                    | Poète et dramaturge sud-coréen.                                                           | 81    |        |
| 8 mai   | Fred Ward                    | Acteur américain.                                                                         | 79    | (en)   |
| 9 mai   | Richard Benson               | Chanteur italien.                                                                         | 67    | (it)   |
| 9 mai   | John Coates                  | Mathématicien et professeur d'université australien.                                      | 77    | (en)   |
| 9 mai   | Midge Decter                 | Autrice de non-fiction et journaliste américaine.                                         | 94    | (en)   |
| 9 mai   | Tim V. Johnson               | Homme politique américain.                                                                | 75    | (en)   |
| 9 mai   | Rieko Kodama                 | Développeuse de jeux vidéo japonaise.                                                     | 58    |        |
| 9 mai   | Linda Lê                     | Écrivaine française.                                                                      | 58    |        |
| 9 mai   | Jody Lukoki                  | Footballeur néerlandais.                                                                  | 29    |        |
| 9 mai   | David Lytton-Cobbold         | 2e baron Cobbold, pair héréditaire britannique.                                           | 84    | (en)   |
| 9 mai   | Adreian Payne                | Joueur américain de basket-ball.                                                          | 31    |        |
| 9 mai   | Qin Yi                       | Actrice chinoise.                                                                         | 100   | (en)   |
| 9 mai   | Inge Viett                   | Terroriste allemande.                                                                     | 78    | (de)   |
| 10 mai  | Manuel Abreu                 | Joueur puis entraîneur franco-portugais de football.                                      | 63    |        |
| 10 mai  | James Arthur Beckford        | Sociologue des religions britannique.                                                     | 79    | (en)   |
| 10 mai  | Oumar Khassimou Dia          | Homme politique sénégalais.                                                               | 81    |        |
| 10 mai  | Nessim Gaon                  | Homme d'affaires suisse.                                                                  | 100   | (en)   |
| 10 mai  | Leonid Kravtchouk            | Homme d'État ukrainien.                                                                   | 88    |        |
| 10 mai  | Bob Lanier                   | Joueur américain de basket-ball.                                                          | 73    | (en)   |
| 10 mai  | Enrique Metinides            | Photographe mexicain.                                                                     | 88    | (es)   |
| 10 mai  | Shivkumar Sharma             | Musicien et compositeur indien.                                                           | 84    | (en)   |
| 11 mai  | Shireen Abu Akleh            | Journaliste et reporter palestino-américaine.                                             | 51    |        |
| 11 mai  | Juan Amat                    | Joueur de hockey sur gazon espagnol, médaillé d'argent aux Jeux olympiques d'été de 1980. | 75    | (es)   |
| 11 mai  | Sam Basil                    | Homme politique papou-néo-guinéen.                                                        | 52    | (en)   |
| 11 mai  | Amelia Blossom Pegram        | Écrivaine et interprète sud-africaine                                                     | 86    | (en)   |
| 11 mai  | Jeroen Brouwers              | Journaliste, écrivain et essayiste néerlandais.                                           | 82    | (nl)   |
| 11 mai  | Henk Groot                   | Footballeur néerlandais.                                                                  | 84    | (nl)   |
| 11 mai  | Claude Peter                 | Joueur de basket-ball français.                                                           | 74    |        |
| 11 mai  | Randy Weaver                 | Survivaliste américain.                                                                   | 74    | (en)   |
| 12 mai  | Haleh Afshar                 | Pair à vie britannique.                                                                   | 77    | (fa)   |
| 12 mai  | Ruth Bishop                  | Virologue australienne.                                                                   | 89    | (en)   |
| 12 mai  | Gino Cappelletti             | Joueur américain de football américain.                                                   | 89    | (en)   |
| 12 mai  | Bernard Carton               | Homme politique français.                                                                 | 74    |        |
| 12 mai  | Djalu Gurruwiwi              | Musicien australien.                                                                      | 86/87 | (en)   |
| 12 mai  | Robert McFarlane             | Homme politique américain.                                                                | 84    | (en)   |
| 12 mai  | Francesco Nucara             | Homme politique italien.                                                                  | 82    | (it)   |
| 12 mai  | Deborah Samuel Yakubu        | Étudiante catholique nigériane lynchée pour « blasphème à l'égard de Mahomet ».           | 25    |        |
| 13 mai  | Teresa Berganza              | Chanteuse lyrique espagnole.                                                              | 89    |        |
| 13 mai  | Karim Djoudi                 | Homme politique algérien.                                                                 | 63    |        |
| 13 mai  | Jean Faure                   | Homme politique français.                                                                 | 85    |        |
| 13 mai  | Lil Keed                     | Rappeur et compositeur américain.                                                         | 24    | (en)   |
| 13 mai  | Ben Roy Mottelson            | Physicien américano-danois.                                                               | 95    | (da)   |
| 13 mai  | Khalifa ben Zayed Al Nahyane | Émir d'Abou Dabi et président des Émirats arabes unis.                                    | 74    |        |
| 13 mai  | Jean-Claude Perrin           | Dramaturge, comédien et metteur en scène français.                                        | 78    |        |
| 13 mai  | Simon Preston                | Organiste, claveciniste et chef de chœur britannique.                                     | 83    |        |
| 13 mai  | Yang Hyong-sop               | Homme d'État nord-coréen.                                                                 | 96    | (en)   |
| 14 mai  | Bernard Bigot                | Chimiste français.                                                                        | 72    |        |
| 14 mai  | François Blais               | Écrivain canadien.                                                                        | 49    |        |
| 14 mai  | Robert Cogoi                 | Chanteur belge.                                                                           | 82    |        |
| 14 mai  | James Francis Edwards        | Pilote de chasse canadien.                                                                | 100   | (en)   |
| 14 mai  | Gérard Fussman               | Historien français.                                                                       | 82    |        |
| 14 mai  | Christian Giudicelli         | Écrivain et critique littéraire français.                                                 | 79    |        |
| 14 mai  | Valerio Onida                | Professeur d'université, juriste et homme politique italien.                              | 86    | (it)   |
| 14 mai  | Maxi Rolón                   | Footballeur argentin.                                                                     | 27    | (en)   |
| 14 mai  | Bruno Saint-Hill             | Écrivain français.                                                                        | ?     |        |
| 14 mai  | Andrew Symonds               | Joueur de cricket australien.                                                             | 46    | (en)   |
| 14 mai  | Urvashi Vaid                 | Écrivaine et activiste LGBT américaine.                                                   | 63    | (en)   |
| 15 mai  | Rainer Basedow               | Acteur allemand.                                                                          | 83    | (de)   |
| 15 mai  | Léon Cligman                 | Industriel français.                                                                      | 101   |        |
| 15 mai  | Knox Martin                  | Artiste américain.                                                                        | 99    | (en)   |
| 15 mai  | Stevan Ostojić               | Footballeur serbe.                                                                        | 80    | (bs)   |
| 15 mai  | Jerzy Trela                  | Acteur polonais.                                                                          | 80    | (pl)   |
| 16 mai  | Josef Abrhám                 | Acteur tchèque.                                                                           | 82    |        |
| 16 mai  | John Aylward                 | Acteur américain.                                                                         | 75    | (en)   |
| 16 mai  | Hilarion                     | Primat orthodoxe canadien.                                                                | 74    | (en)   |
| 16 mai  | Hubert Niel                  | Coureur cycliste français.                                                                | 81    |        |
| 16 mai  | Ademola Okulaja              | Joueur allemand de basket-ball.                                                           | 46    | (en)   |
| 16 mai  | Carol Ann Peters             | Patineuse artistique américaine.                                                          | 99    | (en)   |
| 17 mai  | Robert Bertrand              | Assureur, homme d'affaires et homme politique canadien.                                   | 69    |        |
| 17 mai  | Mohammad Abdel-Hamid Beydoun | Homme politique libanais.                                                                 | 70    | (en)   |
| 17 mai  | Rolands Kalniņš              | Réalisateur letton.                                                                       | 100   | (en)   |
| 17 mai  | Édouard Kutter               | Photographe luxembourgeois.                                                               | 87    |        |
| 17 mai  | Rodri                        | Footballeur espagnol.                                                                     | 88    |        |
| 17 mai  | Françoise Rudetzki           | Dirigeante d'entreprise française.                                                        | 73    |        |
| 17 mai  | Marnie Schulenburg           | Actrice américaine.                                                                       | 37    | (fr)   |
| 17 mai  | Vangelis                     | Musicien grec et compositeur de musique new age et électronique.                          | 79    |        |
| 18 mai  | Werner Israel                | Professeur, physicien et cosmologue canadien.                                             | 90    | (en)   |
| 18 mai  | Fernando Laverde             | Réalisateur et producteur de cinéma colombien.                                            | 88    | (en)   |
| 18 mai  | Litri                        | Torero espagnol.                                                                          | 91    | (es)   |
| 18 mai  | Faouzi Mansouri              | Footballeur algérien.                                                                     | 66    |        |
| 18 mai  | Hugo Marsan                  | Journaliste, critique littéraire et écrivain français.                                    | 88    |        |
| 19 mai  | Jean-Louis Comolli           | Réalisateur, scénariste et écrivain français.                                             | 80    |        |
| 19 mai  | Eli Content                  | Peintre, dessinateur et collagiste néerlandais.                                           | 78    | (nl)   |
| 19 mai  | Jacques Couturier            | Acteur français.                                                                          | 98    |        |
| 19 mai  | Pamela Sharples              | Femme politique britannique.                                                              | 99    | (en)   |
| 19 mai  | Bernard Wright               | Musicien américain.                                                                       | 58    | (en)   |
| 20 mai  | Roger Angell                 | Essayiste américain.                                                                      | 101   | (en)   |
| 20 mai  | Ahmed Benaïssa               | Acteur franco-algérien.                                                                   | 78    |        |
| 20 mai  | Camille Ninel                | Footballeur français.                                                                     | 94    |        |
| 20 mai  | Jean-Philippe Vasseur        | Altiste français.                                                                         | 76    |        |
| 21 mai  | John Brillhart               | Mathématicien américain.                                                                  | 91    | (en)   |
| 21 mai  | Marco Cornez                 | Joueur de football chilien.                                                               | 63    | (es)   |
| 21 mai  | Maurice Dupey                | Joueur français de rugby à XV.                                                            | 75    |        |
| 21 mai  | Jane Haist                   | Athlète canadienne.                                                                       | 73    | (en)   |
| 21 mai  | Heddy Honigmann              | Réalisatrice, productrice et scénariste néerlando-péruvienne.                             | 70    | (nl)   |
| 21 mai  | Rosemary Radford Ruether     | Militante de la Théologie féministe américaine.                                           | 85    | (en)   |
| 21 mai  | Jiří Zídek Sr.               | Joueur de basket-ball tchèque.                                                            | 78    | (cs)   |
| 22 mai  | Kanamat Botachev             | Pilote, officier major-général russe.                                                     | 63    | (ru)   |
| 22 mai  | Chafia Boudraa               | Actrice algérienne.                                                                       | 92    |        |
| 22 mai  | Volker Graul                 | Joueur de football allemand.                                                              | 69    | (de)   |
| 22 mai  | René Lucchesi                | Joueur de pétanque français.                                                              | 86    |        |
| 22 mai  | John M. Merriman             | Historien américain.                                                                      | 75    |        |
| 22 mai  | Miss.Tic                     | Artiste française.                                                                        | 66    |        |
| 22 mai  | Aimé Ngoy Mukena             | Homme politique congolais.                                                                | 60    |        |
| 22 mai  | Dervla Murphy                | Écrivaine et cyclotouriste irlandaise.                                                    | 90    | (en)   |
| 22 mai  | Andréi Nakov                 | Historien de l'art français.                                                              | 80    | (ru)   |
| 23 mai  | Hakim Bey                    | Écrivain politique et poète américain.                                                    | 76    | (en)   |
| 23 mai  | Élie Buzyn                   | Médecin et chirurgien français.                                                           | 93    |        |
| 23 mai  | Anita Gradin                 | Médecin et personnalité politique suédoise.                                               | 88    | (se)   |
| 23 mai  | Michel Meyer                 | Philosophe belge.                                                                         | 71    |        |
| 23 mai  | Ilkka Suominen               | Politicien finlandais.                                                                    | 83    | (fi)   |
| 23 mai  | Minute Taupo                 | Ambassadeur puis homme politique tuvaluan.                                                | 60    | (en)   |
| 24 mai  | Don Beck                     | Psychologue et universitaire américain.                                                   | 85    | (en)   |
| 24 mai  | Pierre Belfond               | Éditeur français.                                                                         | 88    |        |
| 24 mai  | Luis Calderón                | Footballeur péruvien.                                                                     | 92    | (es)   |
| 24 mai  | Gennaro Cannavacciuolo       | Acteur, chanteur et fantaisiste italo-suisse.                                             | 60    | (it)   |
| 24 mai  | David Datuna                 | Artiste américain d'origine géorgienne.                                                   | 48    | (ru)   |
| 24 mai  | Ouka Leele                   | Photographe espagnole.                                                                    | 64    | (es)   |
| 24 mai  | Stanisław Salmonowicz        | Historien polonais.                                                                       | 90    | (pl)   |
| 24 mai  | Thomas Ulsrud                | Curleur norvégien, médaillé d'argent aux Jeux olympiques d'hiver de 2010.                 | 50    | (no)   |
| 25 mai  | Jean-Louis Chautemps         | Saxophoniste français.                                                                    | 90    |        |
| 25 mai  | Michel Dailly                | Arbitre international de football français.                                               | 79    |        |
| 25 mai  | Lívia Gyarmathy              | Scénariste et réalisatrice hongroise.                                                     | 90    | (hu)   |
| 25 mai  | Ernest Kaho                  | Comédien et écrivain béninois.                                                            | 56    |        |
| 25 mai  | Thomas S. Murphy             | Homme d'affaires américain.                                                               | 96    | (en)   |
| 25 mai  | Gary Nelson                  | Réalisateur et producteur américain.                                                      | 88    | (en)   |
| 26 mai  | Willy Braque                 | Cascadeur, acteur et réalisateur français.                                                | 88    |        |
| 26 mai  | Ciriaco De Mita              | Homme d'État italien.                                                                     | 94    | (it)   |
| 26 mai  | Andrew Fletcher              | Musicien britannique.                                                                     | 60    |        |
| 26 mai  | Ray Liotta                   | Acteur et producteur de cinéma américain.                                                 | 67    |        |
| 26 mai  | Claude Michelet              | Écrivain français.                                                                        | 83    |        |
| 26 mai  | Iouri Morozov                | Joueur, puis entraîneur de hockey sur glace russe                                         | 84    | (ru)   |
| 26 mai  | George Shapiro               | Producteur de télévision et agent artistique américain.                                   | 91    | (en)   |
| 26 mai  | Enyu Todorov                 | Lutteur bulgare, médaillé d'argent aux Jeux olympiques d'été de 1968.                     | 79    | (bg)   |
| 26 mai  | Alan White                   | Batteur britannique.                                                                      | 72    | (en)   |
| 27 mai  | Jean Carrère                 | Joueur de rugby français.                                                                 | 92    |        |
| 27 mai  | Aron Dotan                   | Linguiste israëlien.                                                                      | 94    | (de)   |
| 27 mai  | Don Goldstein                | Joueur de basket-ball américain.                                                          | 84    | (en)   |
| 27 mai  | Juan José Mosalini           | Bandonéoniste argentin.                                                                   | 78    | (es)   |
| 27 mai  | Isidoro Raponi               | Spécialiste en effets spéciaux américain.                                                 | 76    | (en)   |
| 27 mai  | Claude Rutault               | Peintre français.                                                                         | 80    |        |
| 27 mai  | Angelo Sodano                | Cardinal italien.                                                                         | 94    |        |
| 27 mai  | Ahmad Syafi'i Maarif         | Intellectuel indonésien.                                                                  | 87    | (id)   |
| 28 mai  | Walter Abish                 | Écrivain autrichien.                                                                      | 90    | (en)   |
| 28 mai  | Evaristo Carvalho            | Homme politique santoméen.                                                                | 80    |        |
| 28 mai  | Bo Hopkins                   | Acteur américain.                                                                         | 84    | (en)   |
| 28 mai  | Svend Jakobsen               | Homme politique danois.                                                                   | 96    | (da)   |
| 28 mai  | Marino Masè                  | Acteur italien.                                                                           | 83    | (it)   |
| 28 mai  | Bujar Nishani                | Homme politique albanais.                                                                 | 55    | (en)   |
| 28 mai  | Yves Piétrasanta             | Homme politique français.                                                                 | 82    |        |
| 29 mai  | Ariel Besse                  | Actrice française.                                                                        | 56    |        |
| 29 mai  | Ronnie Hawkins               | Chanteur et acteur américano-canadien.                                                    | 87    | (en)   |
| 29 mai  | Lester Piggott               | Jockey britannique.                                                                       | 86    |        |
| 29 mai  | Ivan Renar                   | Homme politique français.                                                                 | 85    |        |
| 30 mai  | Friedrich Christian Delius   | Écrivain allemand.                                                                        | 79    | (de)   |
| 30 mai  | Morio Matsui                 | Peintre japonais.                                                                         | 80    | (ja)   |
| 30 mai  | Jacques N'Guea               | Footballeur camerounais.                                                                  | 66    |        |
| 30 mai  | Jacques Nicolaou             | Auteur de bande dessinée français.                                                        | 91    |        |
| 30 mai  | Boris Pahor                  | Écrivain slovène.                                                                         | 108   | (en)   |
| 30 mai  | Bob Talamini                 | Joueur américain de football américain.                                                   | 83    | (en)   |
| 30 mai  | Paul Vance                   | Auteur-compositeur et réalisateur artistique américain.                                   | 92    | (en)   |
| 31 mai  | Dave Cortez                  | Pianiste américain.                                                                       | 83    | (en)   |
| 31 mai  | Kenneth W. Dam               | Homme politique finlandais.                                                               | 88    | (en)   |
| 31 mai  | Andrée Geulen                | Résistante belge.                                                                         | 100   |        |
| 31 mai  | Ingram Marshall              | Compositeur américain.                                                                    | 80    | (en)   |
| 31 mai  | Belaïd Mohand-Oussaïd        | Homme politique algérien.                                                                 | 75    |        |
| 31 mai  | Kelly Joe Phelps             | Auteur-compositeur-interprète américain.                                                  | 62    | (en)   |
| 31 mai  | Gilberto Rodríguez Orejuela  | Baron de la drogue colombien.                                                             | 83    | (es)   |
| 31 mai  | Dave Smith                   | Ingénieur américain.                                                                      | 72    | (en)   |
| 31 mai  | Carlo Smuraglia              | Homme politique italien.                                                                  | 98    | (it)   |